# Newark (Teksas)
Newark – miasto w Stanach Zjednoczonych, w stanie Teksas, w hrabstwie Wise. Według spisu ludności z roku 2000, w Newark mieszka 887 mieszkańców.